# Bruno Moraes
Bruno dos Santos Moraes, conhecido simplesmente como Bruno Moraes (Santos, 7 de Julho de 1984) é um ex-futebolista brasileiro, que atuava como atacante.
É filho do ex-jogador Aluisio Guereiro e irmão mais velho do jogador Júnior Moraes.

## Carreira
Começou no clube Portuários, de Santos, no futsal, onde atuava com Robinho. Com 14 anos, abandonou o salão e se dedicou somente aos gramados. Bruno foi revelado na base do Santos FC, onde foi Campeão Brasileiro ao lado de Robinho e Diego em 2002.
Sem chances com o técnico Emerson Leão na época em que se tornou profissional no Santos, Bruno Moraes chegou em 2003, aos 19 anos no FC Porto, de Portugal, vindo do clube do Santos FC. Logo foi Campeão Europeu em 2003/2004, jogando em duas partidas na campanha.
Sua carreira no clube português foi marcada por muitas lesões – jogou apenas dois jogos na primeira temporada e nenhum em 2005–06 e 2007–08. A temporada mais produtiva de Moraes no Porto foi a 2006–2007, com os Dragões vencendo o campeonato nacional pelo segundo ano consecutivo. Ele participou de 18 partidas e marcou três gols na Primeira Liga e na Liga dos Campeões da UEFA, participando principalmente dos dois jogos da fase de grupos contra o Hamburgo e marcando gols no segundo, uma vitória fora por 3–1 em novembro de 2006.
Na temporada 2004–05 foi de empréstimo ao Vitória de Setúbal, onde apareceu regularmente, e na temporada 2008–09 voltou em outro empréstimo, este curto por conta de uma lesão no ligamento cruzado do joelho.
Em janeiro de 2010, com contrato até junho, ele voltou ao Porto, tentando convencer o técnico Jesualdo Ferreira a garantir sua permanência; ele não o fez e foi emprestado mais uma vez, agora para outro clube da liga, o Rio Ave FC.
Na metade de fevereiro de 2011, Moraes assinou com a Associação Naval 1.º de Maio. Até o final da temporada, fez gols regulares pelo clube de Figueira da Foz, que acabou sendo rebaixado para a segunda divisão. Em julho após ver abortada a sua transferência pro Al-Ahly do Egito, assinou com outro clube da elite portuguesa: União Leiria, onde ficou até o final da temporada.
Em 8 de outubro de 2012 ele se mudou de clube e país novamente, assinando por um ano com o Újpest FC da Hungria.
Em julho de 2015, após 11 jogos se somadas as participações pelo Gil Vicente e Portuguesa, se juntou ao Varzim para disputar a segunda divisão portuguesa.
Em agosto de 2017, foi anunciado como reforço do Sp. Espinho.
Em 2019, foi um dos destaque do Trofense, clube da terceira divisão de Portugal, sendo um dos artilheiros da competição.
Após dois anos parado, em 2021, foi anunciado como reforço do Canidelo, equipe da série 1 da Divisão de Elite da AF Porto.

## Vida pessoal
Seu irmão mais novo Júnior Moraes, também é um atacante. Eles juntos representaram o Santos FC nas categorias de base e o Gloria Bistrita no profissional.
Seu pai, Aluisio Guereiro, já jogou pelo Flamengo e sua mãe foi campeã estadual de tênis.

## Títulos
Santos
- Campeonato Brasileiro: 2002 [15]

Porto
- Primeira Liga: 2003-04, 2006-07
- Liga dos Campeões da UEFA: 2003-04

Vitória de Setúbal
- Taça de Portugal: 2004-05